# Skivarpsån

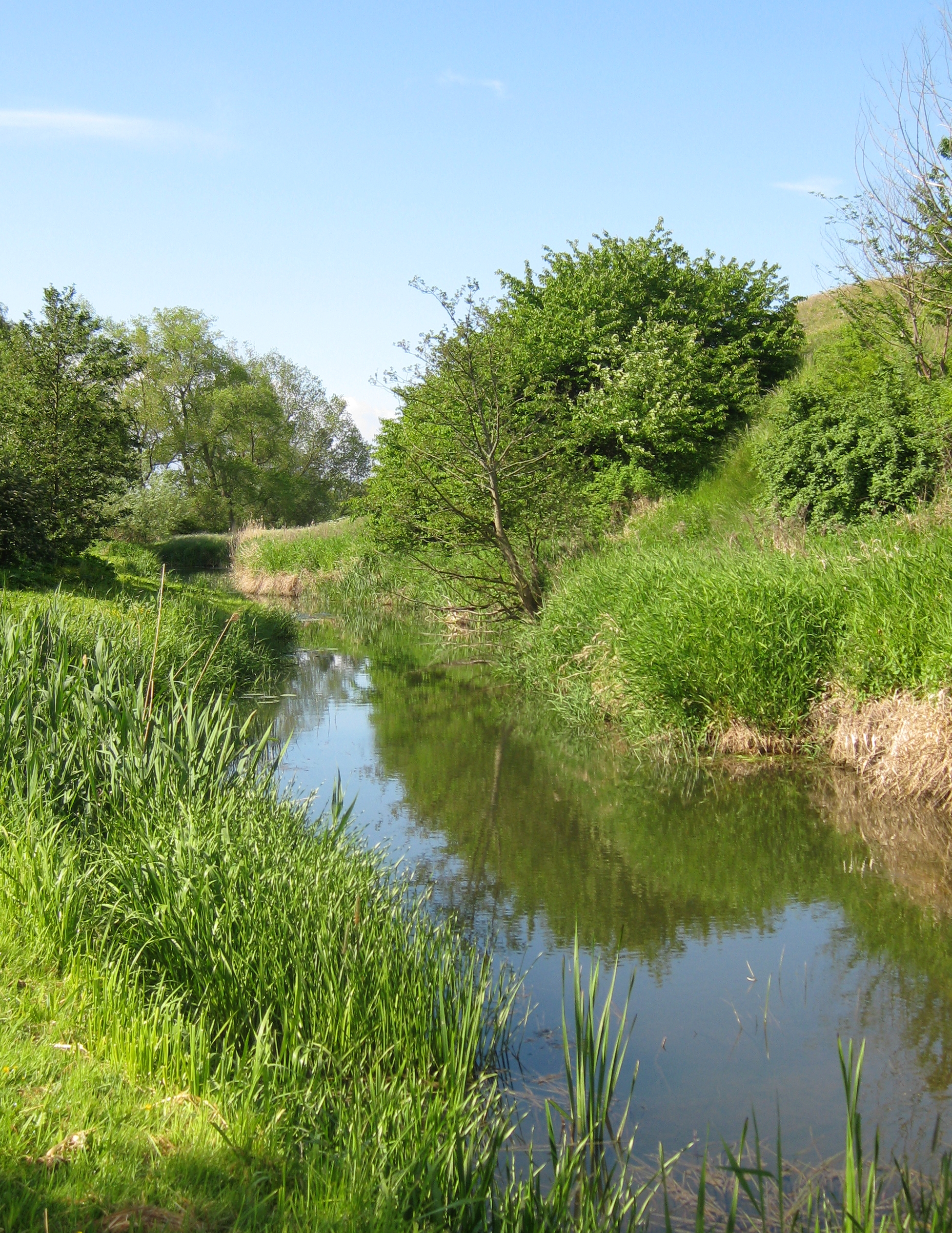
Skivarpsån nära utloppet.

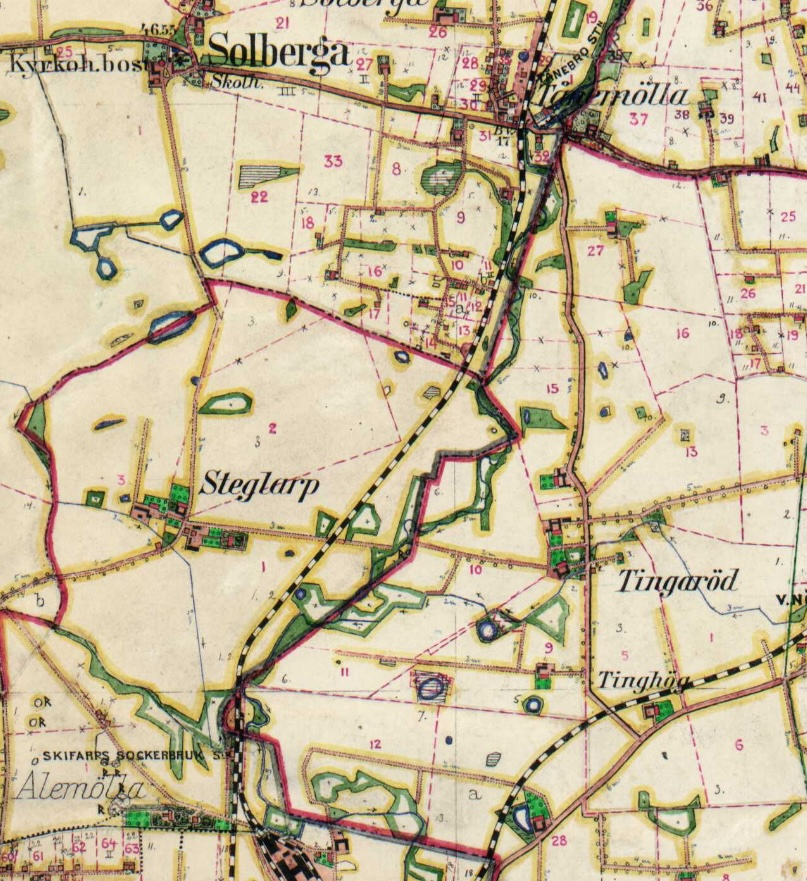
Del av Häradsekonomiska kartan (Rikets allmänna kartverk) Marsvinsholm 1-65 från åren 1910–1915. Skivarpsåns meanderlopp mellan Tånemölla och Skivarp. Röda linjer är sockengränser.

Skivarpsån är ett vattendrag i sydligaste Skåne, Skurups kommun. Skivarpsån anses ofta rinna upp i Svaneholmssjön (58 m ö.h.) norr om Skurup. Längden är då cirka 25 km. En längre sträckning får ån om man som SMHI räknar området kring Borgasjön (77 m ö.h.) vid Skönabäck som början.  Avrinningsområde är då enligt SMHI 102,0 km². Flödet från Svaneholmsjön ansluter vid Sandåkra. Andra viktiga biflöden är Viderupsbäcken och Trunnerupsbäcken som ansluter ån strax nordväst respektive sydost om Rydsgårds by.
Skivarpsån startar sålunda sin resa i backlandskapet i norr för att sedan flyta genom ett utpräglat åkerlandskap. Ån mynnar i Östersjön cirka 1 km öster om Abbekås hamn. Den passerar genom Rydsgård,  Tånebro och strax öster om Skivarp. Det enda betydande fallet är vid Tånemölla i Tånebro. Här faller ån cirka fem meter på en sträcka av ett par hundra meter. SMHI har en mätstation för vattenföring vid Tånemölla i Tånebro. 
Av historiska kartor framgår det att ån haft ett utpräglat meanderlopp genom åkerlandskapet. Sträckan mellan Tånemölla och Skivarp är ett tydligt exempel på det. Ån rätades delvis ut och stenfodrades en bit nedanför Tånemölla på 1930-talet (muntlig uppgift) vilket kan stämma, då Häradsekonomiska kartan från 1910–1915 visar ett tydligt meanderlopp. Av samma karta framgår det, att åns lopp ändrats vi Skivarps sockerbruk, sannolikt när bruket anlades 1901. 

## Bilder

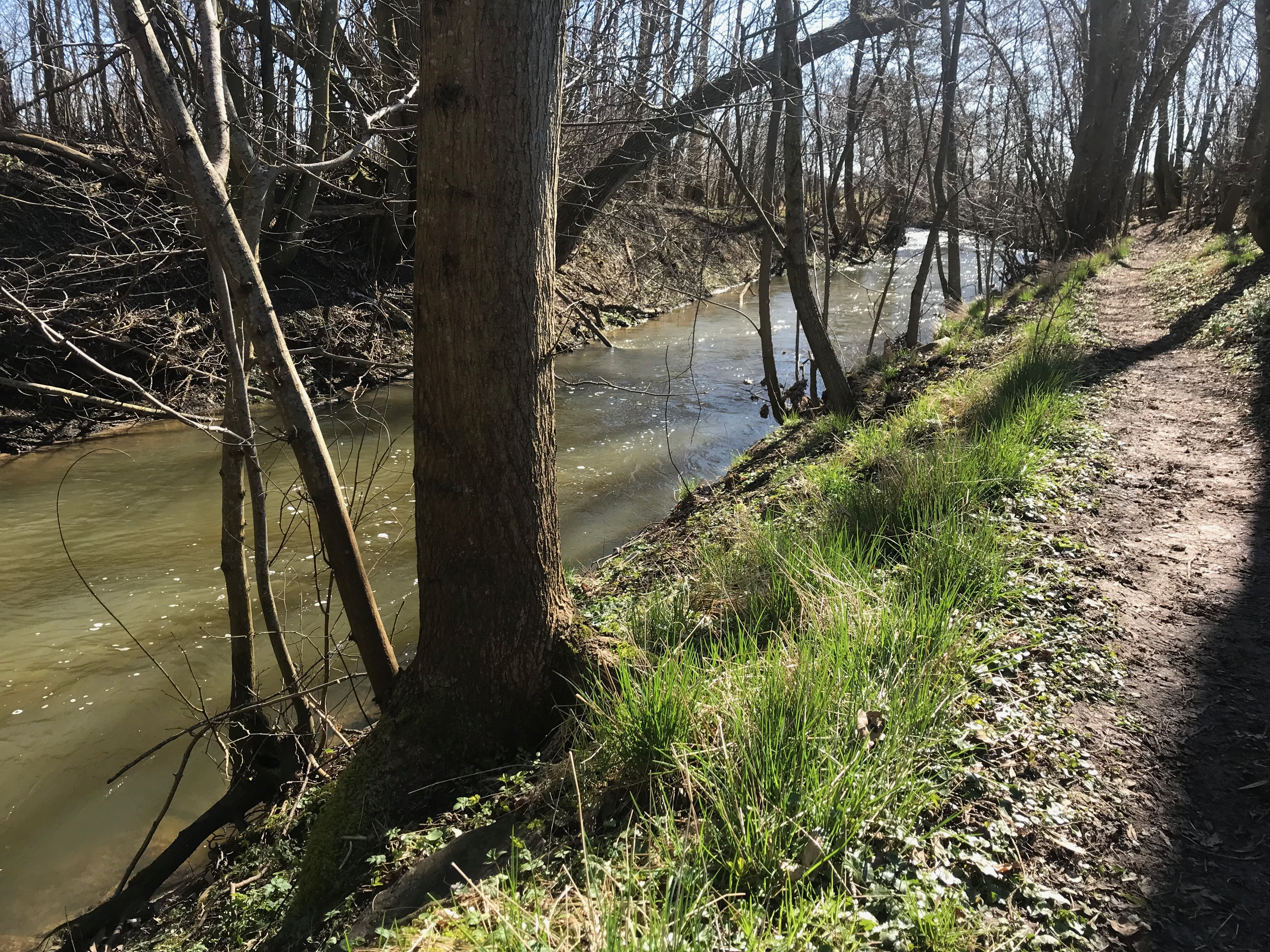
Ett strömt parti av Skivarpsån cirka 500 m nedan Tånemölla, cirka 15 m ö.h., strax innan ån planar ut i åkerlandskapet. Vattenföringen var denna dag (28 mars 2023) 1,55 kubikmeter per sekund vid SMHI:s mätstation vid Tånemölla.
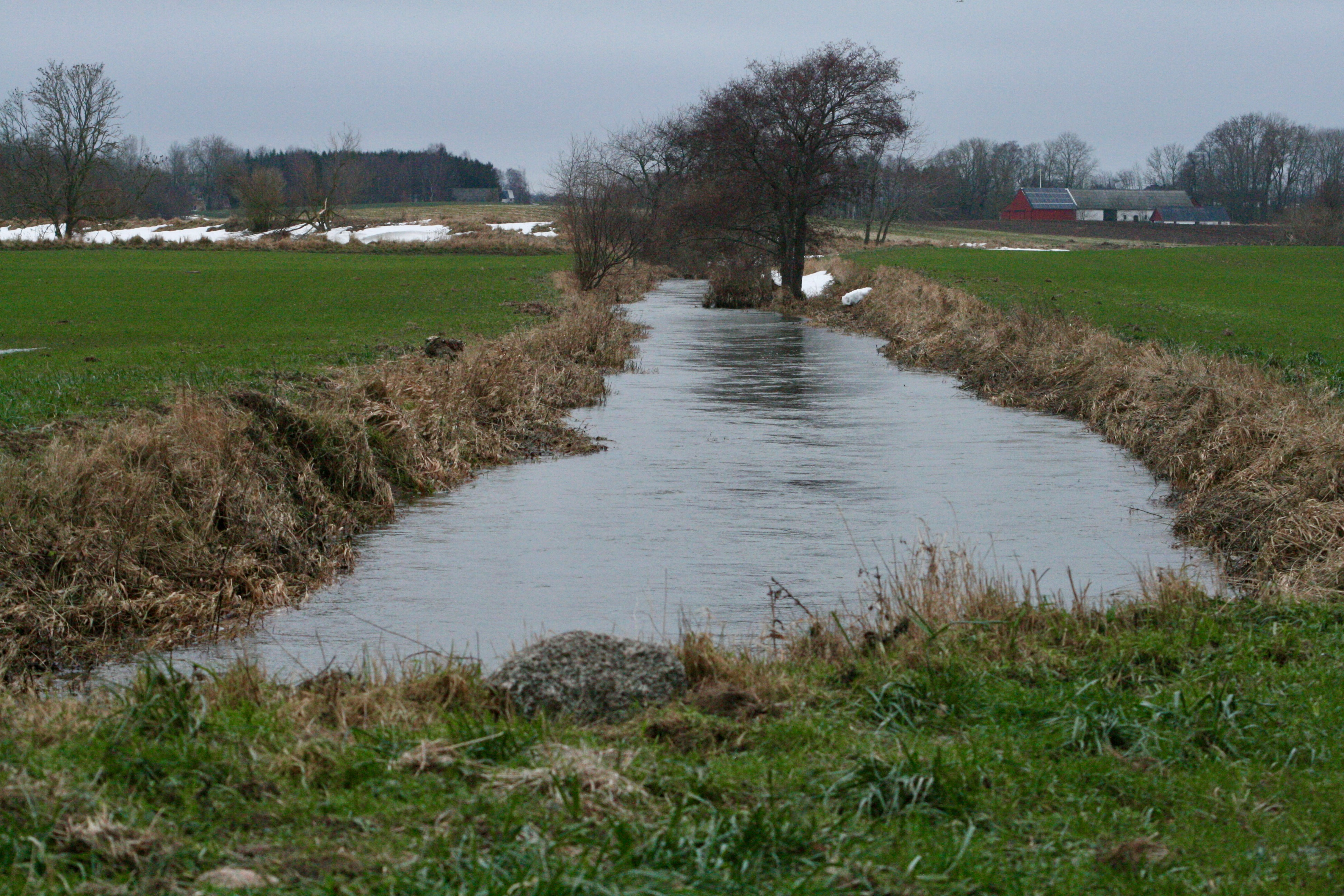
Skivarpsån den 13 december 2023 i höjd med Tingaröd. Vattenföringen var denna dag 3,46 kubikmeter per sekund vid mätstationen cirka 1 km uppströms.
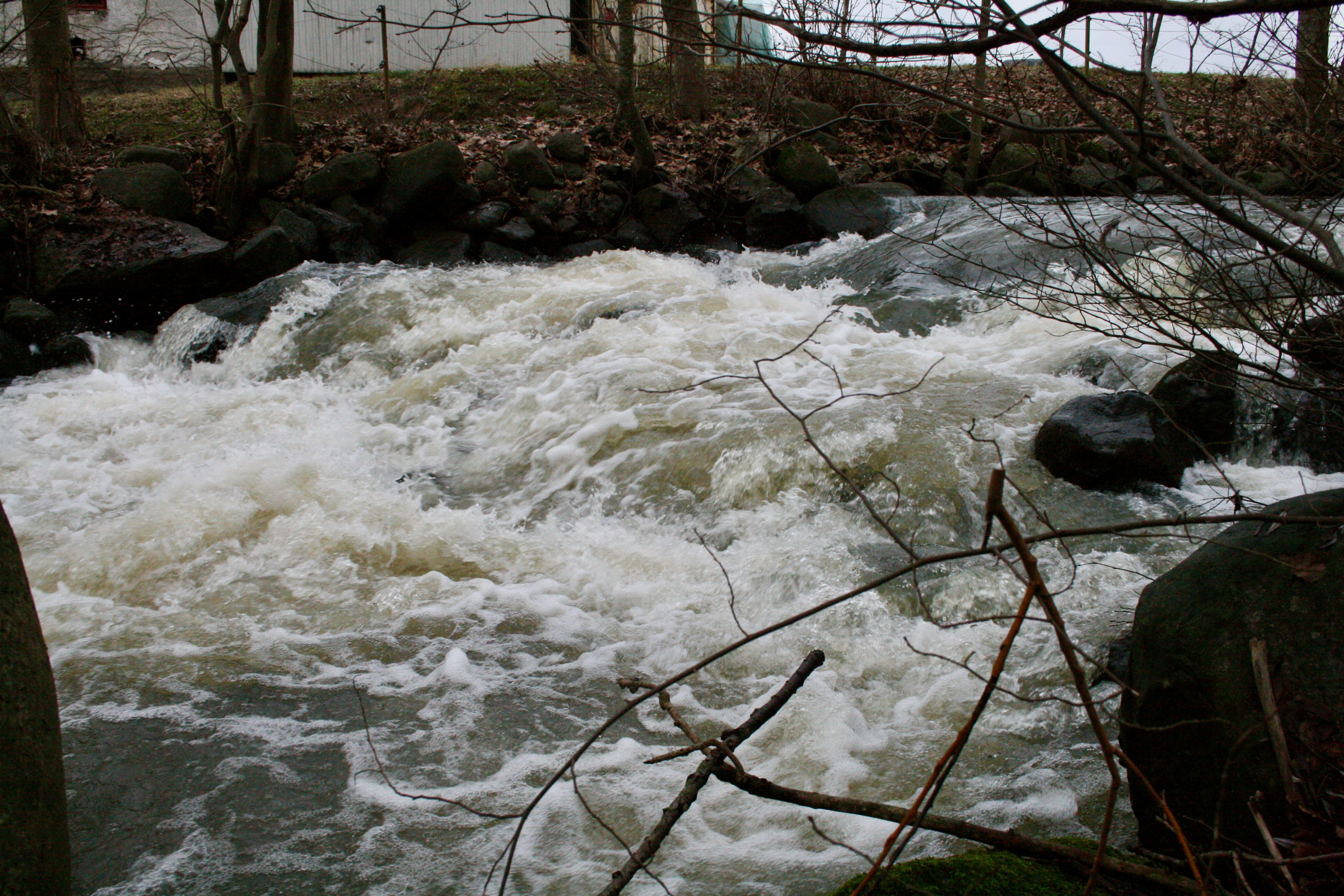
Skivarpsån den 13 december 2023 vid kvarnfallet i Tånemölla, vid SMHI:s mätstation. Vattenföringen var denna dag 3,46 kubikmeter per sekund.